# Yo, adicto
Yo, adicto és una sèrie de televisió dramàtica espanyola creada per Javier Giner i Aitor Gabilondo per a Disney+, basada en la novel·la homònima de Giner. Està produïda per Alea Media i protagonitzada per Oriol Pla. Es va estrenar el 30 d'octubre de 2024.

## Trama
Javier Giner (Oriol Pla) és un professional de la indústria audiovisual que pren la decisió d'ingressar voluntàriament en un centre de desintoxicació a la recerca d'ajuda professional. La seva decisió es deu a la seva incapacitat de bregar amb la seva angoixa vital, la qual l'ha portat a recloure's en una insostenible espiral d'alcohol, drogues i sexe. Al llarg d'uns mesos, canviarà profundament, sobretot gràcies a un procés de curació i redempció en el qual tenen molt a veure els companys i treballadors del centre i els seus familiars.

## Repartiment

### Principal
- Oriol Pla com a Javier Ignacio "Javi" Giner Miranda
- Nora Navas com a Anais López (Episodi 1 - Episodi 4; Episodi 6)

### Secundari
- Bernabé Fernández com a Sergi (Episodi 2 - Episodi 3 - Episodi 4)
- Victoria Luengo com a Rui (Episodi 2)
- Àlex Brendemühl com a Rafael (Episodi 3 - Episodi 5)
- Omar Ayuso com a Iker Garay Acosta (Episodi 4)

### Episòdic
- Itziar Lazkano com la mare d'en Javi (Episodi 1; Episodi 5)
- Marina Salas com a Lola (Episodi 3 - Episodi 4; Episodi 6)
- Catalina Sopelana com a interna clínica (Episodi 2 - Episodi 3; Episodi 6)
- Pilar Bergés com a Alicia (Episodi 2 - Episodi 4; Episodi 6)
- Ramón Barea com a Tino Giner (Episodi 5)

## Producció
El 8 de maig de 2023, Disney+ va anunciar que estava desenvolupant una adaptació a televisió de la novel·la autobiogràfica Yo, adicto del guionista Javier Giner, qui també va cocrear la sèrie al costat del productor Aitor Gabilondo. Oriol Pla es va incorporar al projecte com l'actor que protagonitzaria la sèrie, i també es va anunciar les inclusions en el repartiment de Nora Navas, Ramón Barea, Marina Salas, Itziar Lazkano, Bernabé Fernández, Catalina Sopelana, Vicky Luengo i Omar Ayuso. El rodatge de la sèrie va tenir lloc a Barcelona.

## Estrena i màrqueting
El juliol de 2024, es va anunciar que les sèries Yo, adicto, Querer i Celeste s'exhibirien per primer cop al Festival Internacional de Cinema de Sant Sebastià. El 5 de setembre de 2024, Disney+ va anunciar que Yo, adicto s'estrenaria en la seva plataforma el 30 d'octubre de 2024.